# Сан Ђорђо Пјачентино
Сан Ђорђо Пјачентино (итал. San Giorgio Piacentino) је насеље у Италији у округу Пјаченца, региону Емилија-Ромања.
Према процени из 2011. у насељу је живело 4353 становника. Насеље се налази на надморској висини од 104 м.

## Становништво
Према резултатима пописа становништва 2011. у општини је живело 5.818 становника.
| 1931. | 1936. | 1951. | 1961. | 1971. | 1981. | 1991. | 2001. | 2011. |
| ----- | ----- | ----- | ----- | ----- | ----- | ----- | ----- | ----- |
| 5.700 | 5.572 | 5.826 | 4.883 | 4.940 | 4.485 | 4.692 | 5.238 | 5.818 |